# Garde-Colombe
Garde-Colombe è un comune francese del dipartimento delle Alte Alpi della regione della Provenza-Alpi-Costa Azzurra.
È stato creato il 1º gennaio 2016 dalla fusione dei preesistenti comuni di Eyguians, Lagrand e Saint-Genis.
Il capoluogo è la località di Eyguians.